# Kaizer Motaung
Kaizer Motaung (Johannesburgo, Sudáfrica, 16 de octubre de 1944) es un dirigente deportivo sudafricano, fundador del Kaizer Chiefs Football Club. Entre 1960 y 1976 jugó profesionalmente al fútbol, actuando en la posición de delantero tanto en equipos de su país como en equipos de los Estados Unidos.

## Trayectoria como futbolista
Criado en la localidad de Orlando, jugó durante su juventud en los Orlando Pirates, siendo promovido al equipo superior en 1960. 
En 1968 la franquicia estadounidense Atlanta Chiefs de la NASL le ofreció un contrato, luego de que participara de un campo de reclutamiento en Zambia. Su debut fue en un amistoso ante el Manchester City en el que consiguió un doblete. En su primera experiencia norteamericana anotó 11 goles, siendo reconocido como el Novato del Año de la temporada 1968 de la NASL. Al año siguiente terminaría como el máximo goleador del torneo.
Montaug creó el equipo Kaizer XI para jugar partidos amistosos durante los meses de receso en los Estados Unidos, reuniendo a algunos jugadores que habían sido expulsados de los Orlando Pirates. Tras captar el interés de miles de aficionados, el 7 de enero de 1970 el equipo se convirtió formalmente en el Kaizer Chiefs Football Club. Sin embargo meses después dejaría Sudáfrica para retornar a tierras norteamericanas y disputar la American Soccer League como parte de los Philadelphia Ukrainians, equipo con el que se consagraría campeón del certamen.
En 1971 los Kaizer Chiefs participaron de la fundación de la National Professional Soccer League, una liga reservada para equipos de negros (por la vigencia del apartheid en Sudáfrica, la población local se hallaba segregada por raza). El equipo de Motaung terminaría como subcampeón, detrás de los Orlando Pirates. Sin embargo el delantero no fue parte de la campaña, ya que retornó a los Estados Unidos para reincorporarse a los Atlanta Chiefs con el objetivo de disputar la temporada 1971 de la NASL. Ese año su equipo alcanzó la final, pero cayó derrotado ante el Dallas Tornado.
Nuevamente en Sudáfrica en 1972, permaneció allí hasta 1974, época en la que se incorporó a los Denver Dynamos. En dos temporadas, jugó 35 partidos y anotó 11 goles. 
En su último año como profesional jugó en su tierra natal como capitán de los Kaizer Chiefs.

## Dirigente deportivo
Motaung fue fundador y presidente del Kaizer Chiefs Football Club. En 1971 impulsó la creación de la National Professional Soccer League. 
Asociado a Irvin Khoza, presidente de los Orlando Pirates, en 1996 dio forma a la Premier Soccer League. Asimismo Motaung asumió un papel directivo en la Asociación Sudafricana de Fútbol.
En 2004 integró el comité sudafricano que consiguió el apoyo de FIFA para organizar la Copa Mundial de Fútbol de 2010.